# Adewale Wahab
Adewale Dauda Wahab (Port Harcourt, 4 ottobre 1984) è un ex calciatore nigeriano, di ruolo centrocampista.

## Carriera

### Club
Nato in Nigeria, all'età di 17 anni Wahab si è trasferito in Italia. Ha iniziato la carriera professionistica nella Reggiana nel 2002, con cui ha esordito in Serie C1.
Dopo l'esperienza in Emilia-Romagna, è stato acquistato nel 2003 dalla Roma, dove ha militato tra Primavera e prima squadra. Tenuto in considerazione dall'allenatore Fabio Capello,insieme ad Ajide si è allenato spesso con la prima squadra e il 15 ottobre 2003 ha esordito nelle coppe europee nella partita di Coppa UEFA 2003-2004 a Skopje contro il Vardar (1-1), subentrando all'80º minuto a Daniele De Rossi. Il 16 maggio 2004 ha esordito in Serie A in Sampdoria-Roma (0-0), ultima partita del campionato 2003-2004. Ha inoltre disputato 2 partite nella Coppa Italia 2003-2004 con i giallorossi.
Dopo varie esperienze di prestito fra Ternana dove colleziona anche 4 presenze con 2 reti in Coppa Italia 2004-2005, Teramo e Catanzaro, nell'estate 2007 è ritornato alla Roma che lo ha ceduto in prestito al Bellinzona, squadra di Challenge League, in cambio di Daniel Ünal.
Con il Bellinzona nel 2008 ha guadagnato la promozione in Super League ed ha giocato 5 partite di Coppa Svizzera segnando un gol e, dopo essere stato acquisito a titolo definitivo dagli svizzeri, ha esordito in Super League il 26 luglio 2008 al St. Jakob-Park contro il Basilea (sconfitta per 2-0), mentre in Coppa UEFA 2008-2009 gioca 6 partite (4 di qualificazione) senza andare in rete.
Rimane a Bellinzona fino al 2011 quando la squadra è retrocessa in Challenge League. Anche una presenza in Coppa Svizzera 2010-2011 per lui.
Dopodiché scende in Seconda Lega Interregionale nella Federazione Ticinese Calcio con la Losone Sportiva 10 presenze ed una rete in Campionato.

### Nazionale
Wahab ha esordito nella Nazionale nigeriana il 20 giugno 2004 contro l'Angola, partita valida per le qualificazioni al campionato mondiale di calcio 2006, subentrando al 63º minuto a Rabiu Baita.

## Statistiche

### Presenze e reti nei club
Statistiche aggiornate al 26 novembre 2017.
| Stagione          | Squadra           | Campionato        | Campionato | Campionato | Coppe nazionali | Coppe nazionali | Coppe nazionali | Coppe continentali | Coppe continentali | Coppe continentali | Altre coppe | Altre coppe | Altre coppe | Totale | Totale |
| Stagione          | Squadra           | Comp              | Pres       | Reti       | Comp            | Pres            | Reti            | Comp               | Pres               | Reti               | Comp        | Pres        | Reti        | Pres   | Reti   |
| ----------------- | ----------------- | ----------------- | ---------- | ---------- | --------------- | --------------- | --------------- | ------------------ | ------------------ | ------------------ | ----------- | ----------- | ----------- | ------ | ------ |
| 2000-2001         | Reggiana          | C1                | 2          | 0          | CI-C            | 0               | 0               | -                  | -                  | -                  | -           | -           | -           | 2      | 0      |
| 2001-2002         | Reggiana          | C1                | 0          | 0          | CI-C            | -               | -               | -                  | -                  | -                  | -           | -           | -           | 0      | 0      |
| 2002-2003         | Reggiana          | C1                | 0          | 0          | CI-C            | -               | -               | -                  | -                  | -                  | -           | -           | -           | 0      | 0      |
| Totale Reggiana   | Totale Reggiana   | Totale Reggiana   | 2          | 0          |                 | 0               | 0               |                    | -                  | -                  |             | -           | -           | 2      | 0      |
| 2003-2004         | Roma              | A                 | 1          | 0          | CI              | 2               | 0               | CU                 | 1                  | 0                  | -           | -           | -           | 4      | 0      |
| 2004-2005         | Ternana           | B                 | 10         | 1          | CI              | 4               | 2               | -                  | -                  | -                  | -           | -           | -           | 14     | 3      |
| 2005-2006         | Teramo            | C1                | 9          | 0          | CI+CI-C         | 0+2             | 0+1             | -                  | -                  | -                  | -           | -           | -           | 11     | 1      |
| 2006-2007         | Catanzaro         | C2                | 30         | 1          | CI-C            | 4               | 2               | -                  | -                  | -                  | -           | -           | -           | 34     | 3      |
| 2007-2008         | Bellinzona        | CL                | 23+2       | 0          | CS              | 5               | 1               | -                  | -                  | -                  | -           | -           | -           | 30     | 1      |
| 2008-2009         | Bellinzona        | SL                | 17         | 0          | CS              | 0               | 0               | CU                 | 6                  | 0                  | -           | -           | -           | 23     | 0      |
| 2009-2010         | Bellinzona        | SL                | 4          | 0          | CS              | 0               | 0               | -                  | -                  | -                  | -           | -           | -           | 4      | 0      |
| 2010-2011         | Bellinzona        | SL                | 9          | 0          | CS              | 1               | 0               | -                  | -                  | -                  | -           | -           | -           | 10     | 0      |
| Totale Bellinzona | Totale Bellinzona | Totale Bellinzona | 53+2       | 0          |                 | 6               | 1               |                    | 6                  | 0                  |             | -           | -           | 67     | 1      |
| 2011-2012         | Losone Sportiva   | 2L                | 10         | 1          | CS              | 1               | 1               | -                  | -                  | -                  | -           | -           | -           | 11     | 2      |
| Totale carriera   | Totale carriera   | Totale carriera   | 115+2      | 3          |                 | 23              | 7               |                    | 7                  | 0                  |             | -           | -           | 147    | 10     |

### Cronologia presenze e reti in nazionale
| Cronologia completa delle presenze e delle reti in nazionale ― Nigeria | Cronologia completa delle presenze e delle reti in nazionale ― Nigeria | Cronologia completa delle presenze e delle reti in nazionale ― Nigeria | Cronologia completa delle presenze e delle reti in nazionale ― Nigeria | Cronologia completa delle presenze e delle reti in nazionale ― Nigeria | Cronologia completa delle presenze e delle reti in nazionale ― Nigeria | Cronologia completa delle presenze e delle reti in nazionale ― Nigeria | Cronologia completa delle presenze e delle reti in nazionale ― Nigeria |
| Data                                                                   | Città                                                                  | In casa                                                                | Risultato                                                              | Ospiti                                                                 | Competizione                                                           | Reti                                                                   | Note                                                                   |
| ---------------------------------------------------------------------- | ---------------------------------------------------------------------- | ---------------------------------------------------------------------- | ---------------------------------------------------------------------- | ---------------------------------------------------------------------- | ---------------------------------------------------------------------- | ---------------------------------------------------------------------- | ---------------------------------------------------------------------- |
| 20-6-2004                                                              | Luanda                                                                 | Angola                                                                 | 1 – 0                                                                  | Nigeria                                                                | Qual. Mondiali 2006                                                    | -                                                                      | 63’ 66’                                                                |
| Totale                                                                 |                                                                        | Presenze                                                               | 1                                                                      |                                                                        | Reti                                                                   | 0                                                                      |                                                                        |